# Cracker Barrel 400
Cracker Barrel 400 är ett stockcarlopp ingående i Nascar Cup Series som körs över 300  varv (400 miles, 643,736 km) på den 1.333-mile långa ovalbanan Nashville Superspeedway i Gladeville i Tennessee i USA. Loppet har körts årligen sedan 2021.

## Tidigare namn
- Ally 400 (2021-2024)

## Vinnare genom tiderna
| Säsong | Datum   | Nr | Förare        | Team                 | Konstruktör | Distans | Distans           | Tid     | Snitthastighet (mph) | Rapport | Ref           |
| Säsong | Datum   | Nr | Förare        | Team                 | Konstruktör | Varv    | Miles (km)        | Tid     | Snitthastighet (mph) | Rapport | Ref           |
| ------ | ------- | -- | ------------- | -------------------- | ----------- | ------- | ----------------- | ------- | -------------------- | ------- | ------------- |
| 2021   | 20 juni | 5  | Kyle Larson   | Hendrick Motorsports | Chevrolet   | 300     | 400 (643,736)     | 3:30.23 | 113,792              | Rapport | [ 2 ] [ 3 ]   |
| 2022   | 26 juni | 9  | Chase Elliott | Hendrick Motorsports | Chevrolet   | 300     | 400 (643,736)     | 3:35.15 | 111,220              | Rapport | [ 4 ] [ 5 ]   |
| 2023   | 25 juni | 1  | Ross Chastain | Trackhouse Racing    | Chevrolet   | 300     | 400 (643,736)     | 3:00.07 | 132,914              | Rapport | [ 6 ] [ 7 ]   |
| 2024   | 30 juni | 22 | Joey Logano   | Team Penske          | Ford        | 331     | 441,223 (705,956) | 4:03.54 | 108.298              | Rapport | [ 9 ] [ 8 ]   |
| 2025   | 1 juni  | 12 | Ryan Blaney   | Team Penske          | Ford        | 300     | 400 (643,736)     | 3:05.29 | 129,068              | Rapport | [ 10 ] [ 11 ] |

### Team med flera segrar
| Vinster | Team                 | År         |
| ------- | -------------------- | ---------- |
| 2       | Hendrick Motorsports | 2021, 2022 |
| 2       | Team Penske          | 2024, 2025 |

### Konstruktörer med flera segrar
| Vinster | Konstruktör | År               |
| ------- | ----------- | ---------------- |
| 3       | Chevrolet   | 2021, 2022, 2023 |
| 2       | Ford        | 2024, 2025       |